# Ansiea
Ansiea là một chi nhện trong họ Thomisidae.